# 다대포층
다대포층(Dadaepo Formation, 多大浦層)은 대한민국 경상 분지 내 부산광역시 사하구 다대포와 송도반도 지역의 다대포 분지에 분포하는 중생대 백악기 경상 누층군 유천층군의 퇴적암 지층이다. 다대포와 송도반도 지역 해안에 드러난 다대포층의 일부는 부산국가지질공원의 지질명소로 지정되어 있다.

## 개요
다대포층은 부산광역시 다대동과 다대포, 장림동, 구평동과 서구 암남동 및 송도반도 지역에 분포한다. 다대포 분지를 채우고 있는 퇴적층은 처음에는 송도층으로 명명되었으나 이유대(1975)에 의해 다대포층으로 호칭되기 시작하여 이후 부산-가덕 지질도폭(1983) 등에서 다대포층으로 명명되었다.
다대포층 상부에는 폭발적인 화산 활동의 산물인 안산암질 화산 각력암 및 안산암류가 대량으로 놓이는데 아마도 다대포층은 이러한 화산 활동 절정기 직전에 유천층군 화산 활동이 광역적으로 시작되었지만 아직까지 정상적인 퇴적이 우세했던 시기 즉 유천층군 퇴적 초기의 산물로 간주된다. 다대포층의 총 두께는 1,000 m 이상에 이르며 상한은 안산암질 화산각력암 직하부의 현무암질 안산암까지로 정해졌다. 다대포층은 층리가 북쪽 내지 북북동 방향으로 경사져 있어 다대포층 기저 기반암은 다대포 남쪽 바닷가 일부 노두에서만 관찰된다.

### 다대포 분지
다대포층이 퇴적된 평행사변형 모양의 다대포 분지(Dadaepo Basin)는 경상 누층군 유천층군의 화산 활동이 활발하였던 밀양 소분지 내에 독특하게 만들어진 소규모 퇴적 분지로서 분지의 동쪽과 서쪽은 각각 양산 단층과 동래 단층으로 규제되며 백악기 말 화산 활동이 활발했던 시기에 두 단층의 좌수향 주향 이동 운동과 관련된 북동-남서방향의 인장력에 의해 만들어진 당겨-열림형(pull-apart) 분지이다.
김인수(1988)는 다대포층을 양산 단층과 동래 단층의 운동에 의해 만들어진 소규모 퇴적 분지를 충전하는 퇴적암으로 보았으며 신종주(1997)는 다대포층의 암상과 각종 지질구조 특성을 근거로 그 분포지를 '다대포분지'로 칭하였다.
조형성 외(2011)의 연구로 다대포층 기저와 최상부는 화산암류로 구성되며 다대포층 내부에는 퇴적 동시성 및 퇴적 후에 생성된 다양한 조성의 암맥과 암상들이 도처에 분포하고 있어 다대포 분지는 생성 이전부터 전 진화과정 동안 화산활동이 활발하였음이 밝혀졌다.
양산 단층과 동래 단층은 다대포 분지의 서편과 동편 경계를 형성하고 있으며 양산 단층은 낙동강 밑에 잠복해 있고 동래 단층은 두꺼운 충적층으로 덮여 있어 다대포 분지 지역에서 노두 확인은 불가능하다. 또한 다대포 분지 북부에는 가덕 지질도폭에서 보고된 북서 방향의 단층이 존재하는 것으로 알려져 있다. 이 단층은 거의 수직이며, 단층을 경계로 남서와 북동측 지괴의 안산암질 화산각력암의 층리 자세가 급격히 변화하는 것으로 보고되었다.

### 공룡 화석
사하구 다대동 두송반도 일대 해안에 드러난 다대포층의 적색 세립사암 또는 사질이암에서는 공룡 알 화석이 산출된다. 신종주(1997)는 공룡골격 화석을 보고하기도 하였다.

### 암상
다대포층은 가덕 지질도폭(1983)에서 처음 보고되어 하부, 상부 다대포층으로 구분되었다. 하부 다대포층(Lower Dadaepo formation)의 암상(巖狀)은 적색층과 그렇지 않은 층의 교호(交互)층으로서 화산암 물질이 상부에 비해 적게 함유된다. 주로 적색 셰일 실트스톤과 회색, 녹회색의 셰일, 사암 및 역암으로 구성된다. 역암은 1~3 m의 두께로 3회 이상 협재되는데 역(礫)의 종류는 처트, 규암. 역암, 화산암, 셰일 등으로 평균 2~4 cm의 크기를 갖는다. 상부 다대포층(Upper Dadaepo formation)은 녹색 및 녹회색의 응회질사암이 대부분이며 응회질역암과 셰일이 소량 협재된다. 또한 순수 화산암 물질인 현무암질 안산암이 6회, 응회 각력암이 2회 협재된다. 본 지층의 주향과 경사는 다대포 지역에서 대체로 북서 45°에 북동 25°를 보여주고 송도해수욕장 남쪽 암남동에서 북서 80°에 북동 20°을 나타낸다.
조형성 외(2011)은 두송반도 남부와 송도반도 남쪽의 두도에서 하부 다대포층과 그 기반암에 해당하는 화산암류의 경계를 발견하였다. 두송반도 남부에서는 하부 다대포층의 기저 역암 내지 역질사암이 데사이트질 화산암류를 부정합으로 덮고 있다. 두도에서는 하부 다대포층의 역질 사암이 안산암~데사이트질 화산암류를 부정합으로 피복한다. 부정합면은 북쪽으로 20°정도 기울어 있다. 송도반도 동편 해안 절벽 노두에는 사층리가 발달하는 응회질사암으로 구성된 상부 다대포층을 덮는 두께 약 50 m의 암회색 현무암~안산암질 조성의 괴상(塊狀) 용암류가 발달한다. 그 상부에는 두꺼운 화산각력암으로 덮인다. 또한 다대포층 내에는 산성, 중성, 안산암질, 유문암질 등 다양한 조성과 산상을 가진 암맥과 암상(巖床)이 관찰된다.

### 층서 대비
다대포층과 다대포 분지는 경상 분지 본체와 격리되어 있어 통일된 층서 대비가 없다. 장태우의 충무 지질도폭(1983)에서는 다대포층을 경상 누층군 유천층군 고성층에 대비시켰으나 김인수(1988)과 강희철(1995)의 고자기학 연구는 다대포층을 경상 누층군 하양층군의 칠곡층~후평동층에 대비하였다. 보다 최근에 실시된 아르곤 연대측정 결과는 다대포층이 백악기 후기 상파뉴절에 퇴적된 유천층군 고성층과 대비되는 것을 지시한다.
김인수(1988)에 의해 하부 다대포층의 적색층 2개 층준에서 역전된 자화가 발견되었으며 이는 다대포층이 유천층군이 아닌 하양층군의 칠곡층, 일직층, 후평동층에 대비되는 것을 지시한다. 이는 다대포층의 분포 지역을 경계 짓는 양산 단층과 동래 단층 두 단층의 운동으로부터 별다른 교란을 받지 않았으며 다대포층은 두 단층에 의해 형성된 분지 내에서 퇴적된 것으로 해석된다.
조형성 외(2011)는 다대포층 기저의 데사이트질 기반암과 상부를 피복하는 현무암질 안산암의 시료를 채취하여 아르곤-아르곤 연대 측정(40Ar/39Ar 연대측정)을 실시하였다. 분지의 기반암인 데사이트는 다소 불확실한 약 94 Ma, 다대포층을 덮는 현무암질 안산암은 약 69 Ma의 연대가 구해졌다. 데사이트질 기반암의 연대 측정 결과가 신뢰할만한 수준은 되지 못해 현재로서는 다대포층이 94 Ma 이후에 퇴적이 시작되었다고 단정할 수 없으나 현무암질 안산암이 상부 다대포층을 직접 피복하는 것으로 보아 다대포층은 69 Ma 직전까지 퇴적이 계속된 것으로 해석된다. 조형성 등은 이 결과를 바탕으로 다대포층이 하양층군 칠곡층에 대비될 가능성은 매우 희박하며 경상 누층군 진동층 상부 또는 고성층에 대비될 가능성이 높고 앞서 김인수가 발견한 역자화 성분은 하양층군 함안층 및 칠곡층의 바렘절(Barremian) 시기의 역자화 성분이 아니라 상파뉴절(Campanian) 시기에 해당되는 역자화 성분으로 해석하였다.
채용운 외(2022)의 다대포층의 쇄설성 저어콘들에 대한 U-Pb 연대측정 결과 하부 다대포층에서 약 98 Ma, 상부 다대포층에서 약 93 Ma의 연령이 확인되었다. 따라서 다대포층은 세노마눔절(Cenomanian)에서 투랜절(Turonian)에 퇴적되었고 이는 하부 유천층군에 대비된다.

## 부산국가지질공원의 다대포층

### 몰운대지질명소
다대포해수욕장 남쪽의 몰운대는 다대포분지의 남서부에 해당하며 다대포층과 화성암류로 구성되고 퇴적동시성 정단층, 주향 이동 단층과 꽃다발구조, 퇴적형 및 주입형 쇄설성암맥, 고지진성 구조, 다양한 조성의 마그마성암맥, 석영과 방해석 광맥, 안행상(en-echelon) 절리군 등의 지질구조들과 층리, 사층리, 흔적화석 등의 다양한 퇴적구조가 있다고 보고서에 기술되어 있으나 이들 지질구조는 해안 절벽에 있어 사실상 접근이 불가능하다. 
몰운대의 다대포층
- 북위 35° 02′ 15.8″ 동경 128° 58′ 13.1″ / 북위 35.037722°  동경 128.970306°
- 북위 35° 02′ 15.7″ 동경 128° 58′ 12.9″ / 북위 35.037694°  동경 128.970250°
- 북위 35° 02′ 16.2″ 동경 128° 58′ 12.6″ / 북위 35.037833°  동경 128.970167°

### 두송반도 지질명소
두송반도 지질명소는 부산광역시 사하구 다대동 두송반도 서편, 두송중학교 남동쪽 해안에 위치하며 이곳의 지질은 데사이트질 화산암류를 기저로 하여 역암, 적색 이암과 사암, 이회암 등이 교호하는 하부 다대포층과 이를 관입하는 안산암질 관입암으로 구성된다. 이곳의 다대포층에는 안산암질 암상, 고지진성 구조, 쇄설성 암맥, 캘크리트 복합층, 퇴적동시성 정단층, 분지 기반암과의 부정합 등의 과학적 가치가 높은 지질노두들이 분포한다. 그러나 이곳에는 단 2개의 안내판만이 있고 제대로 관리가 이루어지지 않아 2024년 3월 현재 거의 방치되어 있다. 인근에 두송중학교가 있고 다송로 84번길에 자동차를 평행주차할 수 있다.
두송반도 지질명소의 다대포층
- 자색과 백색이 교호하는 다대포층의 대규모 노두
북위 35° 03′ 38.7″ 동경 128° 59′ 09.4″ / 북위 35.060750°  동경 128.985944°
- 다대포층의 정단층
북위 35° 03′ 33.7″ 동경 128° 59′ 21.2″ / 북위 35.059361°  동경 128.989222°
- 상부의 석회질 고토양층과 하부의 자색이암/백색사암 교호대
북위 35° 03′ 30.7″ 동경 128° 59′ 13.4″ / 북위 35.058528°  동경 128.987056°
- 북위 35° 03′ 30.5″ 동경 128° 59′ 13.7″ / 북위 35.058472°  동경 128.987139°
- 북위 35° 03′ 29.8″ 동경 128° 59′ 16.0″ / 북위 35.058278°  동경 128.987778°

### 송도반도
부산광역시 서구 암남동 산 193-4 (N 35°03'10.23", E 129°00'51.04")에 발달한 하부 다대포층의 해식 절벽에는 해식 동굴과 공액상 정단층이 발달하며 층리면에는 안행상 절리군을 관찰할 수 있다. 그러나 송도반도의 지오트레일 코스 송도해안산책로는 2024년 3월 현재 태풍으로 파괴되어 있어 출입이 불가하고 2025~2026년에 재개통된다.
암남동의 다대포층
- 정일글로벌(도로명주소: 부산광역시 서구 원양로 243) 맞은면

암남공원 및 송도반도 남측
- 암남공원 남서쪽
북위 35° 03′ 20.4″ 동경 129° 00′ 45.9″ / 북위 35.055667°  동경 129.012750°
- 두도의 다대포층
북위 35° 03′ 43.2″ 동경 129° 01′ 16.8″ / 북위 35.062000°  동경 129.021333°
- 하부 다대포층의 판상 층리
북위 35° 03′ 52.2″ 동경 129° 01′ 13.0″ / 북위 35.064500°  동경 129.020278°
- 역암과 처트편 노두
북위 35° 03′ 51.5″ 동경 129° 01′ 13.6″ / 북위 35.064306°  동경 129.020444°

### 두도

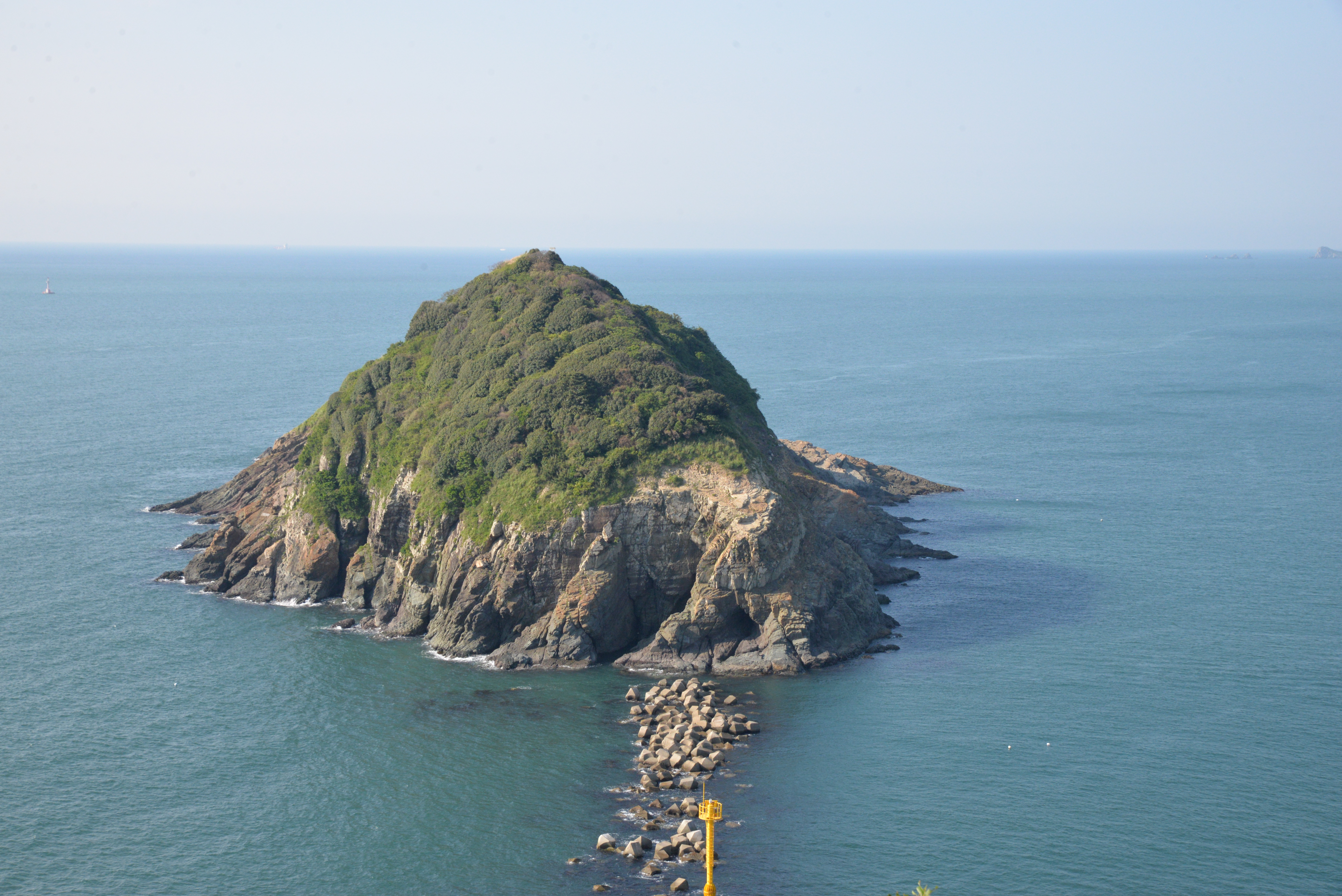
두도

두도 지질명소는 부산광역시 서구 암남동에 속한 섬으로 송도반도에서 남쪽으로 500 m 떨어진 무인도이다. 두도의 하부 다대포층에는 공룡알 둥지 화석, 석회목, 석회질 캘크리트 등의 퇴적 기록과 정단층, 주향 이동 단층, 꽃다발구조, 암맥 등의 지질구조가 관찰된다.

### 송도 해안 산책로 (송도반도 지질탐방로)
송도반도 지질탐방로(Songdo Peninsula Geotrail) 또는 송도 해안 산책로는 부산광역시 서구 암남동의 송도반도 해안에 있는 부산국가지질공원의 지질명소이며 해안 지질탐방로(Geotrail)이다. 송도반도 지질탐방로에서는 중생대 백악기의 다대포층과 유문암질 암맥, 현무암 용암, 정단층 등 다양한 지질구조를 관찰할 수 있다.
송도반도 지질탐방로의 다대포층
- 현무암질 용암
- 상부 다대포층 응회질 퇴적암
- 다대포층을 관입한 유문암질 암맥
- 정단층
- 암남공원 북측북위 35° 03′ 52.2″ 동경 129° 01′ 13.3″ / 북위 35.064500°  동경 129.020361°

## 같이 보기
- 부산광역시의 지질
- 송도반도 지질탐방로
- 양산 단층
- 동래 단층
- 경상 누층군
  - 진동층
  - 고성층
  - 이천리층